# Alex Nepomniaschy
Alex Nepomniaschy (* 1955 in Moskau, Sowjetunion) ist ein US-amerikanischer Kameramann.

## Leben
Alex Nepomniaschy wurde in der ehemaligen Sowjetunion geboren. Seit 1974 lebt er in den Vereinigten Staaten. Er studierte an der New York University und am American Film Institute Film. Anschließend arbeitete er längere Zeit als Kameraassistent und drehte vereinzelt Werbefilme, bevor er 1984 mit der von Jyll Rosenfeld inszenierten Komödie A Stroke of Genius als Kameramann für einen Langspielfilm debütierte. Seitdem drehte er hauptsächlich Independentfilme und wurde unter anderem für seine Arbeit an Narc bei den Independent Spirit Awards 2003 für die Beste Kamera nominiert und für seine Arbeit an Safe von der Boston Society of Film Critics für die Beste Kamera ausgezeichnet.

## Filmografie (Auswahl)
- 1984: A Stroke of Genius
- 1986: Club Sandwich (Last Resort)
- 1986: Gesucht – Tot oder lebendig (Wanted: Dead or Alive)
- 1988: Poltergeist III – Die dunkle Seite des Bösen (Poltergeist III)
- 1990: Stadt in Panik (After the Shock)
- 1990: Stimme des Todes (Lisa)
- 1991: Visionen des Schreckens (Murderous Vision)
- 1995: Safe
- 1995: Skrupellos und tödlich (Tall, Dark and Deadly)
- 1996: Mrs. Winterbourne
- 1996: Wer ist Mr. Cutty? (The Associate)
- 1997: Alarm-Profis (Life During Wartime)
- 1998: Ein zweites Leben (To Live Again)
- 1999: Rage – Irrsinnige Gewalt (All the Rage)
- 1999: Ungeküsst (Never Been Kissed)
- 2000: A Time For Dancing
- 2001: Life and Debt
- 2002: Achtung: Nicht jugendfrei! (Warning: Parental Advisory)
- 2002: Narc
- 2004: Der Prinz & ich (The Prince & Me)
- 2006: Dance! Jeder Traum beginnt mit dem ersten Schritt (Take the Lead)
- 2006: Streets of Philadelphia – Unter Verrätern (10th & Wolf)
- 2012: Der Übergang – Rites of Passage (Rites of Passage)